# 薮下柊
薮下 柊（やぶした しゅう、1998年〈平成10年〉12月2日 - ）は、日本のインフルエンサーでInstagramクリエーター。女性アイドルグループNMB48の元メンバー。
大阪府出身。実妹は元STU48の薮下楓。

## 略歴
2011年
- 12月 - NMB48第3期生オーディションに合格。

2012年
- 2月29日 - NMB48劇場公演で初お披露目。
- 8月8日発売のNMB48の5thシングル「ヴァージニティー」でシングル表題曲における初選抜。
- 10月10日（NMB結成2周年記念特別公演の最終日）- NMB48の3期生16名で結成されたチームBIIのセンターとしてお披露目（正規メンバー昇格）[2]。

2013年
- 5月から6月にかけて実施された『AKB48 32ndシングル 選抜総選挙』では第49位で、フューチャーガールズに選出された[3]。

2014年
- 5月21日 - AKB48の36thシングル「ラブラドール・レトリバー」でAKB48のシングル表題曲初選抜。
- 5月から6月にかけて実施された『AKB48 37thシングル 選抜総選挙』では第59位で、フューチャーガールズに選出された[4]。

2015年
- 5月から6月にかけて実施された『AKB48 41stシングル 選抜総選挙』では第60位で、フューチャーガールズに選出された[5]。
- 10月25日、AKB48グループの派生ユニット「虫かご」のメンバーに選ばれる[6]。

2016年
- 5月から6月にかけて実施された『AKB48 45thシングル 選抜総選挙』では第39位で、ネクストガールズに選出された[7]。
- 12月9日、NMB48劇場で行われたチームBII公演において、学業に専念するためグループからの卒業と芸能界引退を発表[8]。
- 12月31日、第67回NHK紅白歌合戦の番組企画として行われた「AKB48 夢の紅白選抜」では21位にランクインした[9]。

2017年
- 4月11日、オリックス劇場においてNMB48としての卒業コンサート『薮下柊 卒業コンサート 〜いつまでもしゅうの笑顔を忘れない〜』を開催した[10]。
- 4月19日、NMB48劇場で卒業公演を行い、同日付けで芸能活動からも引退した[11]。

2018年
- 6月25日、卒業後、初めてSNSを更新して語学留学のためニューヨークに滞在していることを明らかにした[12]。

## 人物
愛称は、しゅう。
特技は、寄り目とピアノ。ピアノについてはコンクールで金賞を取った経験がある。
阪神甲子園球場へ観戦に行くほどの阪神ファン。好きな選手は岩田稔。メンバーには「タイガースの試合結果で握手会の態度が豹変する」と言われている。阪神タイガース情報番組『虎バン』のレギュラーに決まった際には感涙し、「阪神タイガースみたいなアイドルになりたいって言ってたから。よかった…」と述べた。
UKロック好きを公言し、ブログに『薮下柊のナイッシュ〜な気まぐレビュー』としてUKロックバンドのレビューを書いており、UKロック好きアイドルファンの中で話題となっている。現在までに、オアシス、ザ・ストーン・ローゼズ、ブラー、ハッピー・マンデーズ、クーラ・シェイカー、パルプ、スーパーグラスのレビューを書いている。
家族構成は父、母、妹であり、妹の薮下楓は2017年から2021年までSTU48のメンバーとして活動。ニュージーランド在住の祖母がいる。「ジェリー」という名前のミニチュアシュナウザーを飼っている。

## NMB48での参加楽曲

### シングル選抜楽曲
NMB48名義
- 「ナギイチ」に収録
  - 理不尽ボール - 「アンダーガールズ」名義
- ヴァージニティー
  - 妄想ガールフレンド
  - 砂浜でピストル - 「難波鉄砲隊其之壱」名義
- 北川謙二
  - 冬将軍のリグレット - 「難波鉄砲隊其之弐」名義
- 僕らのユリイカ
  - 届かなそうで届くもの
- カモネギックス
- 高嶺の林檎
- らしくない
  - スターになんてなりたくない - 「Team BII」名義
- Don't look back!
  - ロマンティックスノー - 「Team BII」名義
- ドリアン少年
  - 心の文字を書け! - 「Team BII」名義
- 「Must be now」に収録
  - 片想いよりも思い出を…
  - 空腹で恋愛をするな - 「Team BII」名義
- 甘噛み姫
  - フェリー - 「Team BII」名義
  - 虹の作り方
  - 道頓堀よ、泣かせてくれ!
- 僕はいない
  - 妄想マシーン3号機 - 「Team BII」名義
- 僕以外の誰か
  - 孤独ギター - 「Team N」名義

AKB48名義
- 「ギンガムチェック」に収録
  - あの日の風鈴 - 「ウェイティングガールズ」名義
- 「永遠プレッシャー」に収録
  - HA! - 「NMB48」名義
- 「So long !」に収録
  - Waiting room - 「アンダーガールズ」名義
- 「恋するフォーチュンクッキー」に収録
  - 推定マーマレード - 「フューチャーガールズ」名義
- 「鈴懸の木の道で「君の微笑みを夢に見る」と言ってしまったら僕たちの関係はどう変わってしまうのか、僕なりに何日か考えた上でのやや気恥ずかしい結論のようなもの」に収録
  - 君と出会って僕は変わった - 「NMB48」名義
- 「前しか向かねえ」に収録
  - 昨日よりもっと好き - 「Smiling Lions」名義
- ラブラドール・レトリバー
- 「心のプラカード」に収録
  - 性格が悪い女の子 - 「フューチャーガールズ」名義
- 「希望的リフレイン」に収録
  - 今、Happy - 「ばら組」名義
- 「Green Flash」に収録
  - パンキッシュ - 「NMB48」名義
- 「ハロウィン・ナイト」に収録
  - 君にウェディングドレスを… - 「フューチャーガールズ」名義
- 「唇にBe My Baby」に収録
  - さっきまではアイスティー - 「虫かご」名義
- 「君はメロディー」に収録
  - しがみついた青春 - 「NMB48」名義
- 「LOVE TRIP/しあわせを分けなさい」に収録
  - 進化してねえじゃん - 「ネクストガールズ」名義
- 「シュートサイン」に収録
  - 真夜中の強がり - 「NMB48」名義

### アルバム選抜楽曲
NMB48名義
- 『てっぺんとったんで!』に収録
  - てっぺんとったんで!
  - 12月31日
  - なめくじハート - 「超アイドル選抜」名義
  - アーモンドクロワッサン計画 - 「team BII」名義
- 『世界の中心は大阪や 〜なんば自治区〜』に収録
  - イビサガール
  - “生徒手帳の写真は気に入っていない”の法則
  - ピーク
  - 君にヤラレタ - 「Team BII」名義

AKB48名義
- 『1830m』に収録
  - 青空よ 寂しくないか?
- 『次の足跡』に収録
  - Stoicな美学
- 『ここがロドスだ、ここで跳べ!』に収録
  - 僕たちのイデオロギー

### 劇場公演ユニット曲
NMB48 3期生公演「会いたかった」
- 背中から抱きしめて
- リオの革命

チームBII 1st Stage「会いたかった」
- 渚のCHERRY
- 背中から抱きしめて
- リオの革命

チームBII 2nd Stage「ただいま　恋愛中」
- 7時12分の初恋

チームBII 3rd Stage「逆上がり」
- わがままな流れ星（1st UNIT）
- 虫のバラード（2nd UNIT）

チームN「ここにだって天使はいる」公演
- 何度も狙え!
- 100年先でも

チームN 4th Stage「目撃者」
- スキャンダラスに行こう

## 出演

### テレビドラマ
- マジすか学園4 第2話（2015年1月27日、日本テレビ） - キモタマ 役

### バラエティ・情報番組
- 発見!仰天!!プレミアもん!!! 土曜はダメよ!（2015年4月25日 - 2017年4月16日、読売テレビ）
- 虎バン（2016年3月6日 - 不定期出演、ABCテレビ）

### 映画
- NMB48 げいにん!THE MOVIE お笑い青春ガールズ!（2013年8月1日、よしもとクリエイティブ・エージェンシー）
- NMB48 げいにん!THE MOVIE リターンズ 卒業!お笑い青春ガールズ!!新たなる旅立ち（2014年7月25日、よしもとクリエイティブ・エージェンシー）

### ネット配信
- AKBホラーナイト アドレナリンの夜 第32話「顔認証」（2016年1月28日、ビデオパス・テレ朝動画）[20]

## 書籍

### 新聞コラム
- スポーツニッポン「3期生しゅうとうーかのNMB48アイドルの心得」（2012年5月30日 - 2014年3月26日） - 毎週水曜日